# Гандер (река, Ньюфаундленд)
Гандер (англ. Gander River) — река на северо-востоке острова Ньюфаундленд в провинции Ньюфаундленд и Лабрадор, Канада. Впадает в одноимённый залив пролива Гамильтон. Принадлежит бассейну рек Атлантического океана.

## География
Река Гандер является одной из важнейших рек на северо-востоке острова Ньюфаундленд. Берёт начало на центральном плато острова на высоте 427 метров над уровнем моря. Нортуэст-Гандер течёт 97 км до впадения в западную оконечность озера Гандер, в то же озеро впадает и Саутуэст-Гандер (длиной 77 км). Собственно река Гандер вытекает из северной части озера, течёт на северо-восток и через 44 км впадает в одноимённый залив Атлантического океана.
Длина реки 175 километров (от истока Нортуэст-Гандер), площадь бассейна составляет 6400 км².
Река издавна служила важной транспортной артерией для беотуков. С 1725 года европейцы начали лов в водах реки атлантического лосося.